# Zosterops finschii
Zosterops finschii là một loài chim trong họ Zosteropidae.